# 피아노 협주곡 19번 (모차르트)
볼프강 아마데우스 모차르트의 피아노 협주곡 19번 F장조, K. 459는 1784년 말에 작곡되었다. 비슷한 시기의 작품으로는 현악 사중주인 K. 458 "Hunt" 4중주(Haydn 세트의 네번째) 및 K. 464(Haydn 세트의 다섯번째) 등이 있다. 이 피아노 협주곡은 1790년 10월 프랑크푸르트 암 마인에서 레오폴드 2세의 대관식 때 모차르트가 연주했다. 대부분의 모차르트 협주곡과 마찬가지로 3악장으로 되어 있다.
첫 악장은 Allegro, 2악장은 Allegretto, 3악장은 allegro assai이다.